# علان (شهر)
 علان  شهریست کوهستانی در سر راه ارتباطی شهر صنعاء به صعده، از توابع استان استان صَنعاء در کشور یمن در شبه جزیره عربستان . این شهر در جنوب شهر صنعا واقع شده‌است.
دارای باغ‌های نخیل و کارخانهٔ پارچه بافی است.